# Groeve het Paradijsbergske II

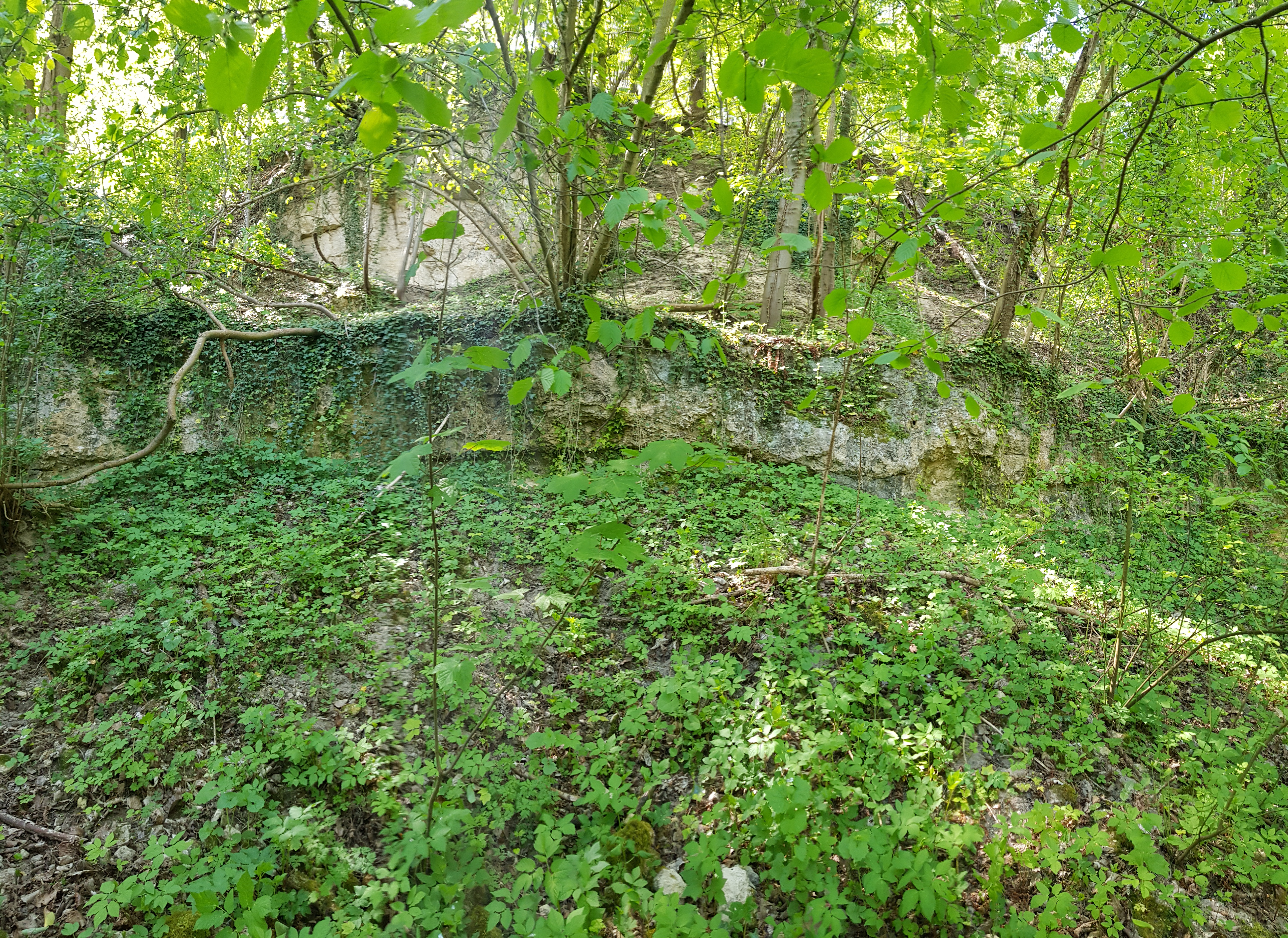
Groeve het Paradijsbergske II

De Groeve het Paradijsbergske II is een Limburgse mergelgroeve in de Nederlandse gemeente Valkenburg aan de Geul in Zuid-Limburg. De ondergrondse groeve ligt ten oosten van Geulhem in het hellingbos Bergse Heide op de noordelijke rand van het Plateau van Margraten in de overgang naar het Geuldal. Ter plaatse duikt het plateau een aantal meter steil naar beneden.
Op ongeveer 90 en 120 meter naar het oosten liggen de Groeve Nieuw Paradijsbergske en Groeve het Paradijsbergske I, op ongeveer 25 en 60 meter naar het westen de Groeve het Paradijsbergske IIa en de Groeve het Paradijsbergske III.

## Geschiedenis
In de late middeleeuwen werd de groeve door blokbrekers ontgonnen en deze was in gebruik tot in de 19e eeuw.

## Groeve
De Groeve het Paradijsbergske II bestaat uit een enkele kamer. Deze heeft een oppervlakte van 2,87 vierkante meter. Daarnaast is er nog Groeve het Paradijsbergske IIa met een oppervlakte van 71,16 vierkante meter.
De beheerder van de groeve is Het Limburgs Landschap. In 2017 werd de groeve op veiligheid onderzocht en werd deze goedgekeurd.